# Saint-Pierre-des-Loges
Saint-Pierre-des-Loges là một xã ở tỉnh Orne Hauts-de-France tây bắc nước Pháp. Xã Saint-Pierre-des-Loges nằm ở khu vực có độ cao trung bình mét trên mực nước biển.